# Детройт Пистонс
«Детро́йт Пи́стонс» (англ. Detroit Pistons, «Детройтские поршни») — профессиональный баскетбольный клуб, выступающий в Центральном дивизионе Восточной конференции НБА.
Основанный в 1941 году в Форт-Уэйне, Индиана, под названием «Форт-Уэйн (Золлнер) Пистонс» (англ. Fort Wayne (Zollner) Pistons), клуб выступал в Национальной баскетбольной лиге (НБЛ) до своего вступления в НБА в 1948 году. В 1957 году команда переехала в Детройт, Мичиган. Начиная с сезона 2017/18 годов проводит домашние игры в «Литтл Сизарс-арена».
«Пистонс» пять раз завоёвывали чемпионский титул: 2 раза в НБЛ и 3 раза в НБА, в последний раз став чемпионом в 2004 году. Одной из наиболее памятных страниц истории команды является так называемая «Эра Плохих Парней»: в период с 1986 по 1990 годы, благодаря физическому и агрессивному стилю игры, «Пистонс» доминировали в НБА и завоевали два чемпионских титула подряд.

## История клуба

### От Форт-Уэйна до Детройта
Клуб был основан в городе Форт-Уэйн, Индиана и назывался «Форт-Уэйн Золлнер Пистонс». Владельцем команды стал Фред Золлнер, основатель Zollner Corporation, компании, производившей поршни для автомобилей, грузовиков и поездов. Выступала в Национальной баскетбольной лиге, трижды подряд выигрывала Всемирный профессиональный баскетбольный турнир. Домашние игры проводила в спортивном зале средней школы Норт Сайд (англ. «North Side High School Gym»). В 1948 году клуб был переименован в «Форт-Уэйн Пистонс» и вместе с тремя другими командами НБЛ перешёл в Баскетбольную ассоциацию Америки. Фред Золлнер сыграл большую роль в объединении НБЛ и БАА и в образовании новой Национальной баскетбольной ассоциации из БАА и НБЛ в 1949 году. С этого же года «Пистонс» начинают выступать в новосозданной лиге.
В сезонах 1953/54 и 1954/55 игроков «Пистонс» часто подозревали в организации договорных матчей. В частности, в финальной игре 1955 года, когда «Пистонс» проиграли команде «Сиракьюс Нэшнлс». В решающей седьмой игре детройтцы вели в начале второй четверти со счетом 41-24, однако проиграли в конце игры.
Несмотря на хорошую поддержку болельщиков, в маленьком городе сложно было добиться большой доходности. В 1957 году Золлнер решил перевезти команду в Детройт, находившийся в 150 км от Форт-Уэйна. Детройт был намного большим городом и не имел баскетбольных клубов более десятилетия: в 1947 году команда «Детройт Джемс» из НБЛ переехала в Миннеаполис (сейчас «Лос-Анджелес Лейкерс»), а «Детройт Фалконс» из БАА обанкротилась. Причиной переезда именно в Детройт послужило то, что большая часть продукции Золлнера поступала в автомобильные компании этого города. Так как название команды хорошо подходило для нового города, его решили не менять. Первые четыре сезона клуб играл домашние поединки на арене «Олимпиа стадиум» (в то время домашняя арена «Детройт Ред Уингз»). В конце 1950-х годов в команде играли такие игроки, как Джин Шу, Дик Макгуайр и Джордж Ярдли, который первым в истории НБА смог набрать более 2000 очков за сезон.

### 1960-е и 1970-е

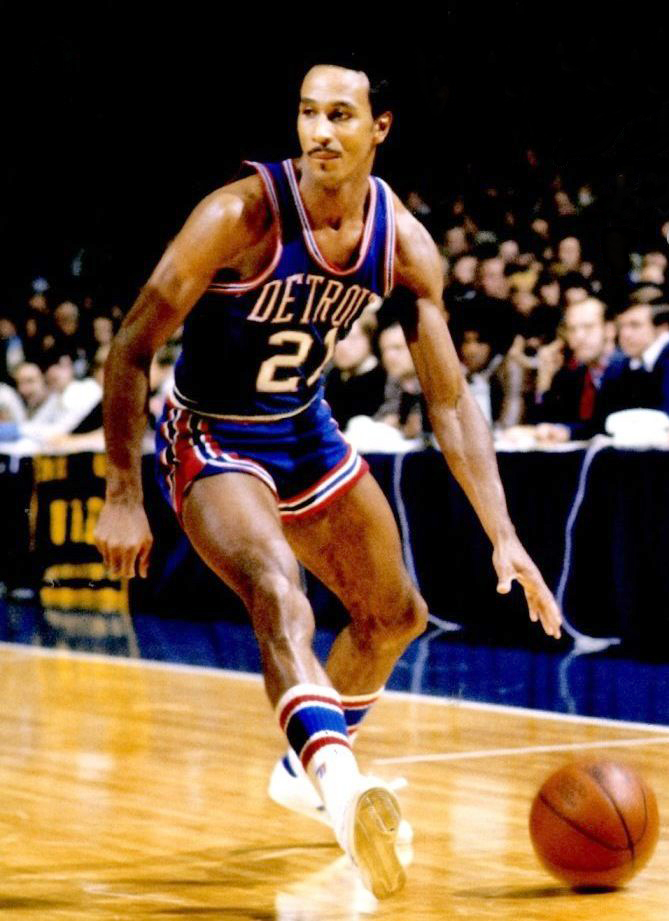
Один из лидеров команды в 1960-е и 1970-е годы Дэйв Бинг

После четырёх сезонов в «Детройт Олимпиа», в 1961 году команда переехала в «Кобо-арену». В 1960-х и 1970-х годах клуб характеризовался как очень сильный в индивидуальном, но слабый в командном плане. В это время за «Пистонс» играли такие игроки, как Дэйв Дебуше, Дэйв Бинг, Джимми Уокер и Боб Ленье. Дебуше также был самым молодым играющим тренером в истории НБА. К сожалению болельщиков, в 1968 году популярный Дебуше был обменян на Ховарда Комайвса и Уолта Беллами в «Нью-Йорк Никс», где стал одним из ключевых игроков, приведя команду к двум чемпионским титулам. Хотя в составе «Пистонс» и были хорошие игроки, команде было тяжело соревноваться с соседями по дивизиону. Так в «Милуоки Бакс» в то время играл Лью Алсиндор (с 1971 года известный как Карим Абдул-Джаббар), а в «Чикаго Буллз» играло несколько очень сильных баскетболистов.
В 1974 году Золлнер продал команду Биллу Дэвидсону, который и оставался владельцем «Пистонс» до самой своей смерти 14 марта 2009 года. Недовольный местоположением клуба, Дэвидсон перевёз команду в пригород Детройта, Понтиак, в 1978 году. В результате переезда, «Пистонс» стали проводить домашние матчи на арене «Понтиак Сильвердом», предназначенной для американского футбола (в то время домашний стадион «Детройт Лайонс»).

### 1980-е: Эра «Плохих парней»

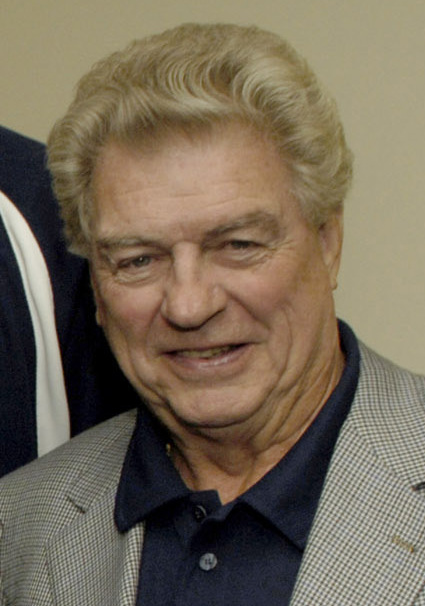
Член Зала славы Чак Дэйли. Тренер «Плохих парней»

Новое десятилетие команда начала с результатом 16-66 в сезоне 1979/80. Следующий сезон оказался ненамного лучше — 21-61. «Пистонс» проиграли 14 последних игр в сезоне 1979/80 и первые 7 в сезоне 1980/81, установив антирекорд НБА по количеству подряд проигранных игр.
Начиная с 1981 года, команда заполучила нескольких сильных игроков, которые впоследствии и определяли игру «Пистонс». В 1981 году клуб выбрал на драфте атакующего защитника Айзея Томаса, а в начале 1982 года выменял центрового Билла Лэймбира у «Кливленд Кавальерс» и защитника Винни Джонсона у «Сиэтл Суперсоникс». Эти три игрока стали основой команды в следующем десятилетии и смогли привести клуб к чемпионским титулам в конце 1980-х годов.
13 декабря 1983 года на домашнем стадионе «Денвер Наггетс» «Макниколс-арена» прошла самая результативная игра в истории НБА, в которой были установлены рекорды, непобитые до сих пор. 9655 человек стали свидетелями игры с 3 овертаймами и победы «Пистонс» со счётом 186—184. Кроме того, что эта игра стала самой результативной в истории НБА (370 очков), в ней были установлены рекорды по количеству набранных очков командой-победителем (186), по количеству очков проигравшей командой (184), по количеству очков забитых с игры (142), по количеству передач (93) и количеству игроков, набравших более 40 очков в игре (4).
В сезоне 1984/85 команда впервые за долгое время смогла пройти дальше первого раунда плей-офф, победив «Нью-Джерси Нетс». В полуфинале конференции «Пистонс» встретились с действующим чемпионом «Бостон Селтикс». Хотя «Бостон» доминировал в серии, детройтцы удивили своей игрой. Эта серия стала началом соперничества между двумя клубами. На драфте 1985 года команда выбрала защитника Джо Думарса под 18 номером, а также выменяла у «Вашингтон Буллетс» центрового Рика Махорна. Однако, в плей-офф 1986 года «Пистонс» не смогли пройти дальше первого раунда, проиграв более атлетичной команде «Атланта Хокс». После этой серии, тренер Чак Дэйли и капитан команды Томас, решили, что команде надо начать играть более жёстко и агрессивно для более успешного соперничества в Восточной конференции.
Перед сезоном 1986/87 клуб усилился, выбрав на драфте форвардов Джона Сэлли (11-й номер драфта), Денниса Родмана (27-й номер) и форварда/защитника Эдриана Дэнтли (выменяли у «Юты Джаз»). Команда стала играть в более силовой, защитный стиль, из-за чего получила прозвище «Плохие парни» (англ. «Bad Boys»). В 1987 году «Пистонс» дошли до финала восточной конференции, где опять встретились с «Бостоном». После четырёх игр счет в серии был 2-2. В пятом поединке «Детройт» вел в счете, и за несколько секунд до конца игры мяч был у Айзеи Томаса. Томас попытался быстро ввести мяч в игру, не заметив призыв тренера взять тайм-аут, однако лидер «Селтикс» Ларри Бёрд перехватил мяч и передал его Деннису Джонсону, который реализовал победный бросок. Шестую игру выиграли «Пистонс», а в решающей седьмой победу одержали «Селтикс».

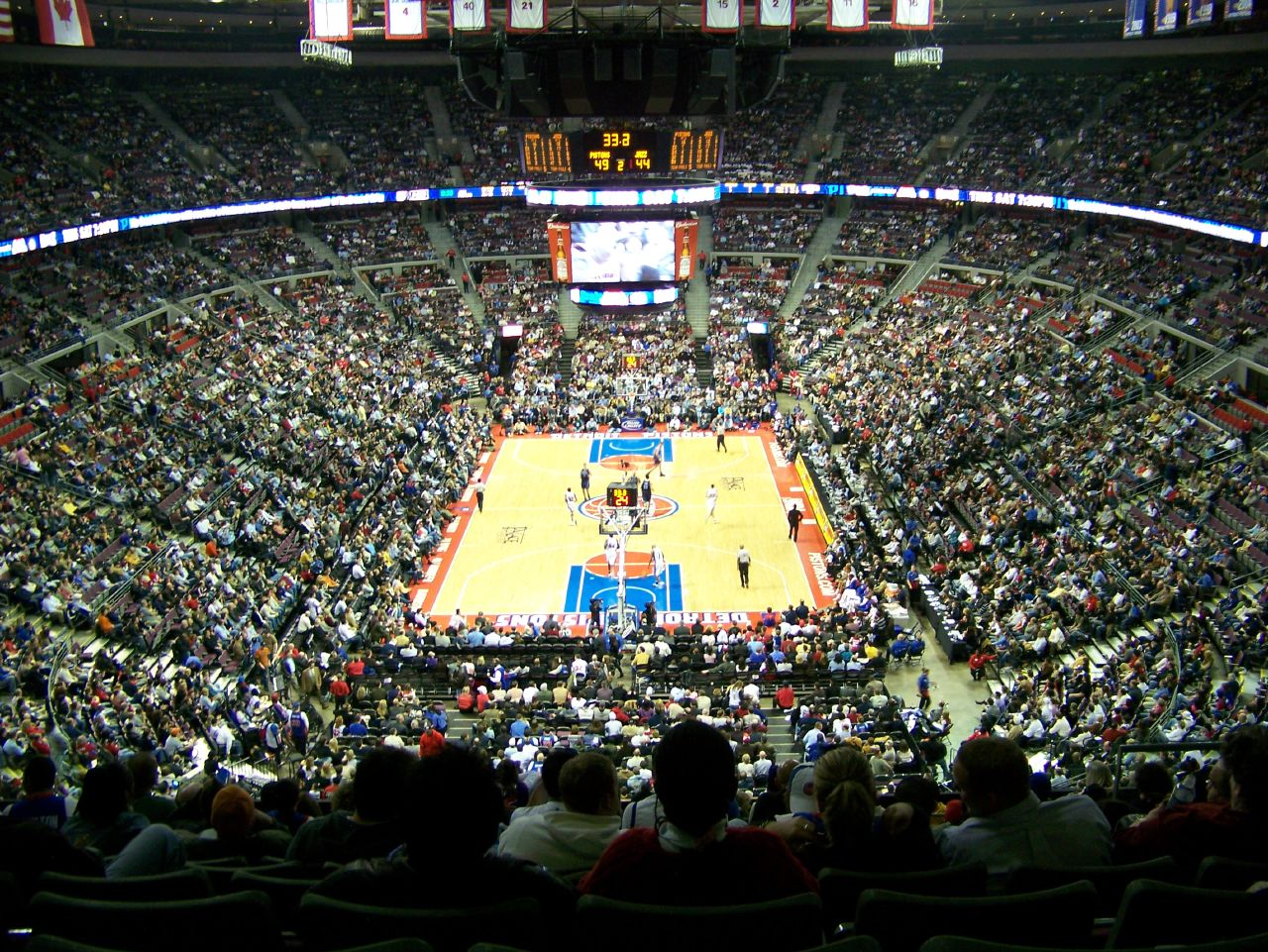
Домашняя арена «Пистонс» с 1988 года — «Пэлас оф Оберн-Хиллс»

В 1988 году «Пистонс» усилились купленным у «Финикс Санз» центровым Джеймсом Эдвардсом, установили рекорд клуба по количеству побед в сезоне (54) и впервые стали чемпионами Центрального дивизиона. В финале конференции детройтцы опять встретились с «Селтикс», однако на этот раз победу в серии праздновали «Пистонс» и, впервые с момента переезда в Детройт, вышли в финал чемпионата. В финале «Пистонс» встретились с «Лос-Анджелес Лейкерс», лидерами которого были Мэджик Джонсон, Джеймс Уорти и Карим Абдул-Джаббар. После пяти игр детройтцы вели со счетом 3-2 и приехали на шестую игру в Лос-Анджелес готовыми выиграть серию. Самым запоминающихся моментом этой игры стал рекорд Айзеи Томаса по количеству забитых очков в одной четверти — 25, однако в итоге «Пистонс» проиграли матч со счётом 103—102 из-за нескольких спорных фолов Билла Лэймбира на Кариме Абдул-Джаббаре. Позже болельщики «Пистонс» и Лэймбир назвали их «фантомными фолами» (англ. «phantom foul»). Седьмую игру также выиграли «Лейкерс» и стали чемпионами НБА.
Перед сезоном 1988/89 «Пистонс» переехали в новую домашнюю арену «Пэлас оф Оберн-Хиллс». В 1989 году клуб обменял Дэнтли на лёгкого форварда Марка Агирре. Этот обмен очень сильно критиковался болельщиками команды, однако позже его начали восхвалять. Команда одержала 63 победы в регулярном чемпионате, побив рекорд клуба, и прошла в плей-офф до финала, где опять встретилась с «Лейкерс». На этот раз «Пистонс» обыграли «Лейкерс» со счётом 4-0 и впервые в истории клуба завоевали титул чемпиона НБА. Джо Думарс был назван самым ценным игроком финала НБА, а четвёртая игра в этой серии стала последней в карьере Карима Абдул-Джаббара.

### 1990—1994
«Пистонс» успешно защитили свой титул в 1990 году. После 59 побед в регулярном чемпионате и трёх подряд побед в дивизионе, «Пистонс» в плей-офф обыграли «Индиану» 3-0 и «Нью-Йорк» 4-1. В финале восточной конференции встретились с «Чикаго Буллз» с Майклом Джорданом. В седьмой, решающей игре, «Пистонс» победили со счетом 93-74 и третий раз подряд вышли в финал чемпионата, где встретились с «Портленд Трэйл Блэйзерс». Самым запоминающимся моментом финала стал победный бросок Винни Джонсона в пятой игре, когда «Пистонс» проигрывали 90-92. За 0,7 секунды до конца игры Джонсон сделал точный бросок с расстояния около 6 метров. После этого броска фанаты стали называть Джонсона «007». Самым ценным игроком финала НБА стал Айзея Томас.
В следующем сезоне полосу побед «Пистонс» прервали «Буллз» в финале Восточной конференции. Чикагцы разгромили ослабленных травмой Айзеи Томаса детройтцев со счетом 4-0. Финал конференции запомнился уходом игроков «Пистонc» в последней игре за 14 секунд до конца матча. Практически все игроки детройтской команды ушли, не поздравив победителей, что впоследствии вызвало массу критики. После этого сезона команда попала в период неудач, несколько ключевых игроков закончили свои карьеры (Лэймбир в 1993 году, Томас в 1994), другие были проданы (Эдвардс, Джонсон, Сэлли, Родман). Худшим сезоном «Пистонc» стал сезон 1993/94, который закончился с результатом 20-62.

### 1994—1999: Эра Гранта Хилла
Из-за плохого выступления команды в сезоне 1993/94, на драфте 1994 года клуб выбрал под третьим номером многообещающего форварда Гранта Хилла, который в своем дебютном сезоне был выбран в сборную новичков НБА и стал новичком года. С 1996 по 2000 год он 5 раз избирался в сборную всех звезд НБА. Другие же изменения в стартовом составе были не столь удачны. Команда потеряла одного из лидеров команды Аллана Хьюстона, и подписала ряд неудачных контрактов с Кристианом Леттнером, Лойем Вотом, Седриком Себальосом и Брайаном Уильямсом. За 5 лет клуб сменил нескольких главных тренеров, с Рона Ротстейна на Дона Чейни на Дага Коллинза на Элвина Джентри на Джоджа Ирвайна. В этот период «Пистонс» всего 2 раза вышли в плей-офф и в обоих случаях вылетали в первом же раунде. В 1996 году клуб даже сменил свои традиционные цвета красный, белый и синий на бирюзовый, бордовый, золотой и чёрный, которые были очень непопулярны среди фанатов. Этот период стал известен как «бирюзовая эра».

### 2000—2008: Возвращение в чемпионскую гонку

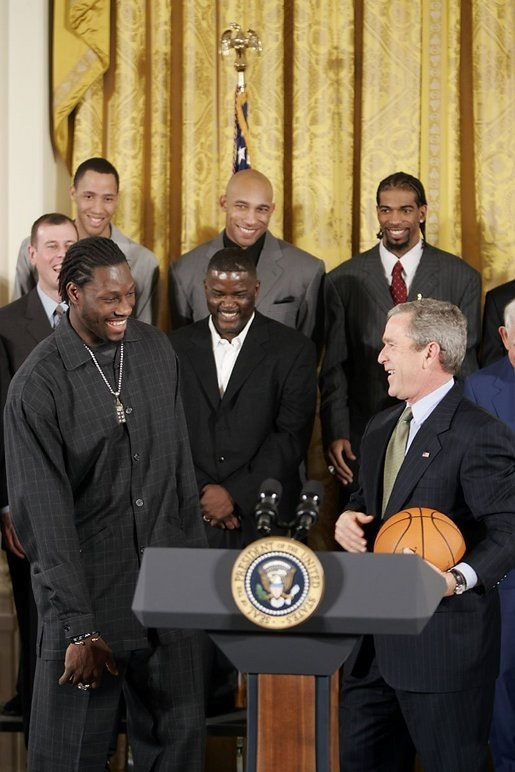
Президент США Джордж Буш-младший поздравляет игроков «Пистонс» с завоеванием титула в 2004 году.

После проигрыша в плей-офф 2000 года «Майами Хит», руководство клуба наняло Джо Думарса на пост президента по баскетбольным операциям. Первой трудностью, с которой он столкнулся, стало желание Гранта Хилла перейти в «Орландо Мэджик». Думарс провел удачную сделку с «Орландо», обменяв Хилла на центрового/форварда Бена Уоллеса и защитника Чаки Эткинса, которые быстро завоевали место в стартовом составе. Уоллес в конце года был включен в сборную всех звезд НБА. Хилл же за 4 года в «Орландо» провел всего 47 игр из-за травмы лодыжки.
В сезоне 2000/01 команда одержала всего 32 победы при 50 поражениях и не попала в плей-офф. По окончании сезона Думарс уволил Джорджа Ирвайна и нанял бывшего ассистента тренера «Селтикс» Рика Карлайла на пост главного тренера. В конце 2001 года «Пистонс» также вернулись к своим традиционным командным цветам — красному, белому и синему.
В сезоне 2001/02 команда впервые с 1997 года одержала 50 побед в сезоне. Летом 2002 года Думарс подписал контракт с защитником Чонси Биллапсом, который в то время был свободным агентом, с Ричардом Хэмилтоном из «Орландо Мэджик», а также выбрал на драфте форварда Тэйшона Принса из Кентукки. Команда снова одержала 50 побед в сезоне и дошла до финала Восточной конференции, где проиграла «Нью-Джерси Нетс». Несмотря на прогресс команды, в межсезонье 2003 года Карлайл был уволен.
В феврале 2004 года клуб подписала контракт с Рашидом Уоллесом. Сезон команда закончила с результатом 54-28. В первом раунде плей-офф «Пистонс» обыграли «Милуоки Бакс» в пяти играх, победителя Восточной конференции «Нью-Джерси Нетс» в семи играх, проигрывая по ходу серии 2-3. В финале конференции обыграли «Индиану Пэйсерс» в шести играх и впервые с 1990 года вышли в финал НБА. Перед началом финальной серии многие специалисты отдавали преимущество «Лос-Анджелес Лейкерс», которые выиграли три предыдущих чемпионата и в составе которых были такие игроки, как Шакил О’Нил, Коби Брайант, Гэри Пэйтон и Карл Мэлоун. Несмотря на плохие прогнозы, «Пистонс» уверенно обыграли «Лейкерс» со счётом 4-1 и в третий раз завоевали титул чемпионов НБА. В трёх из четырёх победных играх «Пистонс» забивали более 100 очков, а в третьей игре «Лейкерс» смогли забить всего 68 очков, установив антирекорд команды. Чонси Биллапс стал самым ценным игроком финала НБА, а владелец «Пистонс» Уильям Дэвидсон стал первым в истории владельцем, чьи команды из разных американских чемпионатов в один год завоевали чемпионские титулы (Дэвидсон также владел клубом НХЛ «Тампа Бэй Лайтнинг», которая в 2004 году завоевала Кубок Стэнли).
В межсезонье команда потеряла несколько ключевых запасных игроков (Мехмета Окура, Майка Джеймса и Корлисса Уильямсона). В регулярном чемпионате клуб одержал 54 победы. В первом раунде плей-офф легко обыграл «Филадельфию» 4-1, в полуфинале конференции «Индиану Пэйсерс» 4-2 и «Майами Хит» в финале конференции 4-3. В финале чемпионата «Пистонс» встретились с «Сан-Антонио Спёрс», которые победили в семи играх и завоевали в третий раз титул чемпионов НБА.
Сезон 2004/05 запомнился самой большой дракой в истории американского спорта, которая произошла 19 ноября 2004 года во время игры «Пистонс» против «Пэйсерс». Результатом этой драки стали штрафы и отстранения нескольких игроков. По окончании сезона Ларри Браун уволился из команды и стал главным тренером «Нью-Йорк Никс», а «Пистонс» наняли Флипа Сондерса из «Миннесоты Тимбервулвз».

#### 2005/06
В сезоне 2005/06 клуб установил несколько рекордов НБА. Старт команды 37-5 стал лучшим среди всех детройтских команд в истории и вторым в истории НБА. Четыре из пяти игроков стартового состава «Пистонс» (Чонси Биллапс, Ричард Хэмилтон, Рашид Уоллес и Бен Уоллес) стали членами команды всех звезд НБА, а Флип Сондерс стал тренером команды всех звезд НБА восточной конференции. Команда закончила сезон с результатом 64-18, установив рекорды клуба по количеству побед в сезоне и количеству выездных побед в сезоне (27). Команда также установила рекорд НБА по количеству игр с одинаковым стартовым составом — 73.
В первом раунде плей-офф «Пистонс» победили «Милуоки Бакс» 4-1, а в полуфинале конференции «Кливленд Кавальерс» в семи играх. В финале конференции команда встретилась со второй командой востока «Майами Хит». В шести играх победу одержала команда из Майами, которая впоследствии стала чемпионом НБА.

#### 2006/07
В межсезонье 2006 года «Пистонс» предложили Бену Уоллесу четырёхлетний контракт на сумму 48 млн долларов. Этот контракт сделал бы его самым высокооплачиваемым игроком в истории клуба, но Уоллес решил перейти в «Чикаго Буллз», подписав четырёхлетний контракт стоимостью 60 млн долларов.
Чтобы заменить Уоллеса, команда наняла на позицию центрового Назр Мохаммеда. В помощь ему 17 января «Пистонс» подписали контракт с Крисом Уэббером, который впоследствии вытеснил Мохаммеда из стартового состава. Эта покупка положительно сказалась на игре команды. До покупки Уэббера результат команды был 12-15, с ним команда сыграла 32-14 и стала лучшей в Восточной конференции, что гарантировало ей преимущество домашней площадки в первых трёх раундах плей-офф.
В первом раунде «Пистонс» обыграли «Орландо Мэджик» 4-0. Во полуфинале конференции команда выиграл первые 3 игры у «Буллз», но потерпела поражение в последующих двух. В шестой игре «Пистонс» обыграли 95-85 и выиграли всю серию 4-2. Выйдя в пятый раз подряд в финал конференции, «Пистонс» одержали победу в первых двух играх, но затем проиграли четыре раза подряд «Кавальерс».

#### 2007/08

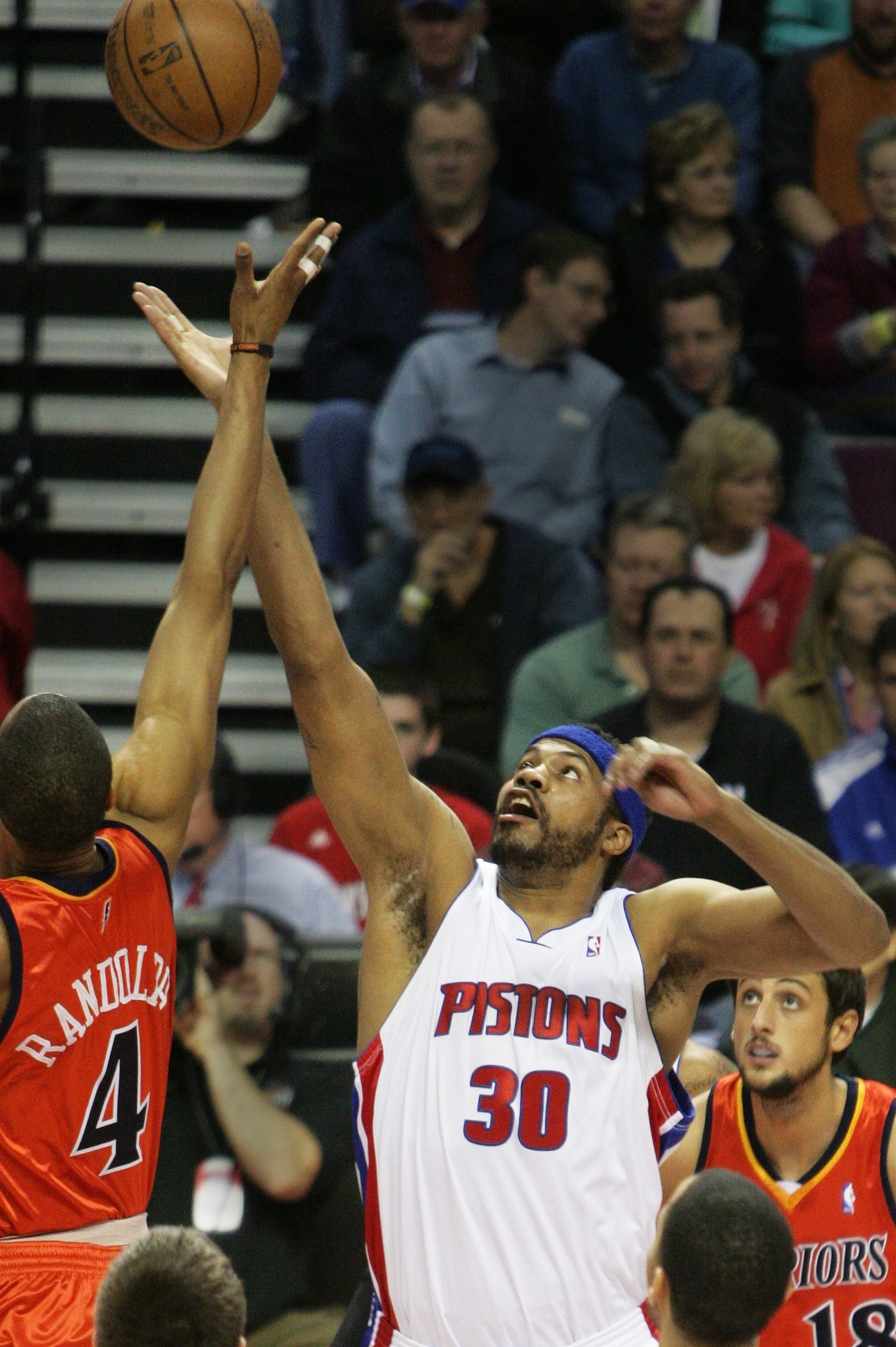
Рашид Уоллес в игре против «Голден Стэйт Уорриорз»

По окончании сезона 2006/07 «Пистонс» обменяли Карлоса Дельфино в «Торонто Рэпторс» на право выбора во втором раунде драфтов 2009 и 2011 годов. Во время драфта 2007 года команда выбрала двух защитников: Родни Стаки под 15 номером и Аарона Аффало под 27. Также был продлен контракт с Чонси Биллапсом, Антонио Макдайессом и Амиром Джонсоном. Сезон 2007 стал пятидесятым в истории клуба, который они провели в Детройте. В центре игровой площадке в «Пэлас оф Оберн-Хиллс» был нарисован юбилейный логотип, посвященный 50 летию, боковые линии были перекрашены с красного в синий цвет, который использовался «Пистонс» на старой площадке «Понтиак Сильвердом».
В сезоне 2007/08 новым центровым «Пистонс» стал Рашид Уоллес. Сезон команда закончила со вторым результатом лиги 59-23. Лучшей командой регулярного чемпионата стал «Бостон Селтикс» и говорили, что именно эти две команды будут сражаться за выход в финал чемпионата. Плей-офф команда начала плохо, проиграв первую игру седьмой команде конференции «Филадельфии», однако «Пистонс» смогли переломить ход после третьей игры, выиграв первый раунд со счетом 4-2.
В полуфинале конференции «Пистонс» обыграли «Орландо Мэджик» со счетом 4-1. В единственной проигранной игре получил травму один из лидеров команды Чонси Биллапс. Команда попала в финал конференции в шестой раз подряд (второй показатель в истории НБА), где встретилась с «Бостон Селтикс». «Пистонс» проиграли первую игру 88-79, но выиграли во второй 103-97, нанеся первое домашнее поражение Бостону в играх плей-офф. В третьей игре победил Бостон со счетом 94-80, а в четвёртой Детройт 94-75. В пятой игре «Пистонс» проиграли 106—102, хотя ходу игры проигрывали 18 очков. В шестой игре «Пистонс» закончили третью четверть со счетом 70-60, но неудачная игра Рашида Уоллеса и потеря мяча Тэйшоном Принсом в последней четверти привели к тому, что игра закончилась со счетом 89-81 в пользу «Селтикс». 3 июня 2008 года руководство клуба уволило Флипа Сондерса, который в третий раз подряд не смог вывести команду в финал НБА.

### 2008—2011: Попытка перестройки команды
10 июня 2008 года «Пистонс» объявили, что руководить командой в сезоне 2008/09 станет ассистент тренера и бывший представитель профсоюза игроков Майкл Карри. В июле клуб подписал контракты с защитником Уиллом Байнумом и центровым Кваме Брауном. 3 ноября «Пистонс» обменяли Чонси Биллапса, Антонио Макдайесса и Шейка Сэмба в «Денвер Наггетс» на Аллена Айверсона. 10 ноября Макдайесс был уволен из команды и вернулся в «Пистонс» 9 декабря 2008 года.
4 февраля 2009 года закончился стрик Детройта по селаутам. В этот день команда выиграла у «Майами Хит» со счетом 93:90. Стрик начался ещё 19 января 2004 года, в год, когда «Пистонс» стали чемпионами НБА, и продолжался 259 игр, став самым длинным стриком селаутов в истории клуба.
Несмотря на покупку Айверсона, «Пистонс» продолжали деградировать на протяжении сезона. Частично это было связано с противоречивыми перестановками главного тренера, включая то, что он поставил на место шестого игрока Айверсона и Ричарда Хэмилтона. Ходило много слухов, что из-за того, что Айверсона не поставили в стартовый состав, он играет не на все 100 %, а позже Айверсон получил травму и пропустил остаток сезона. В команде также получили травмы несколько ключевых игроков, включая Рашида Уоллеса и Ричарда Хэмилтона. В результате, «Пистонс» стали опускаться вниз по турнирной таблице и им едва удалось зацепиться за 8 место в конференции и выйти в плей-офф. Впервые с 2001 года, команда одержала менее 50 побед в сезоне, окончив его с результатом 39-43. В плей-офф клуб проиграл в первом раунде «Кливленд Кавальерс» в четырёх играх.
На драфте 2009 года в первом раунде «Пистонс» выбрали форварда Остина Дэйа из университета Гонзага под 15 номером, а во втором раунде двух форвардов Даджуана Саммерса и Юнаса Йеребко. 30 июня Джо Думарс уволил Майкла Карри с поста главного тренера. На его место рассматривали нескольких кандидатов: Эвери Джонсона, бывшего главного тренера «Даллас Маверикс», Дуга Коллинза, бывшего главного тренера «Буллз», «Пистонс» и «Уизардс». 1 июля «Пистонс» подписали пятилетний контракт стоимостью 55 млн долларов с бывшим защитником «Буллз» Беном Гордоном, а также с бывшим форвардом «Бакс» Чарли Вильянуэва стоимостью 35 млн долларов. В этом же месяце команда потеряла одного из своих ведущих игроков — Рашида Уоллеса, у которого закончился контракт с клубом и Уоллес подписал двухлетний контракт с «Бостон Селтикс» на правах свободного агента. Команду также покинул Антонио Макдайесс, подписавший годовой контракт с «Сан-Антонио Спёрс». 8 июля 2009 года Думарс нанял бывшего ассистента главного тренера «Кавальерс» Джона Кустера на пост главного тренера. Клуб также подписал многолетний контракт с тяжелым форвардом Крисом Уилкоксом и бывшими игроками «Пистонс» Беном Уоллесом (годовой контракт на 1,3 млн долларов) и защитником Чаки Эткинсом.
Несмотря на активную кадровую политику, «Пистонс» выступила в сезоне ещё хуже. 23 марта 2010 года команда вылетела из списка претендентов на плей-офф, проиграв «Индиане Пэйсерс». Команда впервые с 2001 года проиграла более 50 игр в сезоне и закончила его с результатом 27-55, став последней в центральном дивизионе.
Во время драфта 2010 года «Пистонс» выбрали центрового Грега Монро из Джорджтаунского университета под 7 номером и атакующего защитника Террико Уайта из университета Миссисипи во втором раунде. В межсезонье команда подписала годовой контракт с ветераном Трэйси Макгрэди, двухлетний контракт с Беном Уоллесом, трехлетний контракт с Уиллом Байнумом и продлила, подписанный в 2009 году, двухлетний контракт с Крисом Уилкоксом.
В сезоне 2010/11 «Пистонс» завоевали всего на три победу больше, чем в предыдущем сезоне и не смогли выйти в плей-офф. 5 июня руководство клуба уволила Кустера с занимаемой должности. 11 февраля 2011 года «Пистонс» объявили, что 1 апреля в перерыве между таймами игры против «Чикаго Буллз» команда закрепит за Деннисом Родманом номер 10. Грег Монро, который в это время носил футболку с номером 10, получил возможность носить его, пока не уйдёт из команды или сам решит отказаться от него.

### 2011—2017: Смена владельца и пропуски плей-офф
7 апреля 2011 года клуб «Детройт Пистонс» был продан американскому миллиардеру Тому Горсу. Горс также стал владельцем «Пэлас оф Оберн-Хиллс» и «DTE Energy Music Theatre». Согласно Crain’s Detroit Business, Горс купил клуб за 325 млн долларов, что намного ниже ожидаемой суммы.
Перед локаутным сезоном 2011/2012 годов «Пистонс» решили нанять на пост главного тренера Лоуренса Фрэнка, бывшего главного тренера «Нью-Джерси Нетс» и ассистента тренера в «Бостон Селтикс». Начав сезон с показателем 4-20, команда досрочно завершила чемпионат с 25 победами при 41 поражении и в очередной раз не попала в плей-офф. Клуб продолжает процесс перестройки и выбирает центрового Андре Драммонда под 9-м номером, Криса Миддлтона под 39-м номером и Кима Инглиша под 44-м номером на драфте НБА 2012 года.
Команда начинает сезон 2012/2013 года крайне нестабильно, к январю занимая 14-ю строчку в Восточной Конференции. 30 января 2013 года Тэйшон Принс и Остин Дэй были обменяны в Мемфис в ходе трехсторонней сделки, «Пистонс» получили Хосе Кальдерона из «Торонто». Принс был последним из «Bad boys II», выигравших титул в 2004 году. Клуб завершил сезон 12-м на Востоке и снова пролетел мимо постсезона. В межсезонье ростер ждали очередные перестановки: на драфте под 8-м общим номером был выбран Кентавиус Колдуэл-Поуп, под 37-м — Тони Митчелл, под 56-м — Пейтон Сива, пришедший из Торонто Кальдерон отказался подписывать новый контракт и ушёл в свободные агенты, 10 июля соглашение с командой на 4 года и 54 миллиона долларов достиг Джош Смит, 16 июля был подписан контракт с итальянцем Луиджи Датоме, кроме того, в тот же день состоялось возвращение ветерана Чонси Биллапса (5 миллионов на 2 года), 30 июля из команды были обменяны Брэндон Найт, Крис Миддлтон и Вячеслав Кравцов на Брэндона Дженнингса. Лоуренс Фрэнк был уволен после двух провальных сезонов 18 апреля 2013 года, а на его место 10 июня «Детройт» нанял бывшего игрока и тренера Мориса Чикса, который продержался чуть более половины следующего сезона и был уволен при балансе побед и поражений 21-29. Его заменил временный тренер Джон Лойер. Чонси Биллапс смог отыграть всего 19 игр и пропустил остаток сезона из-за травмы колена. В апреле было объявлено, что Джо Думарс уходит с поста президента по баскетбольным операциям после 14 лет работы, но останется консультантом «Пистонс». Клуб недолго находился без рулевого, подписав 13 мая 2014 года со Стэном ван Ганди на 5-летний контракт на сумму 35 миллионов долларов. При этом ван Ганди совмещал должность главного тренера и генерального менеджера. В планах у нового тренера было построить команду вокруг Андре Драммонда — ростер вокруг мощного центрового, окруженного снайперами, что сравнивали со строением «Орландо Мэджик» времен Дуайта Ховарда. Во втором раунде драфта 2014 года под 38-м номером был выбран Спенсер Динвидди. Перед началом нового сезона руководство клуба заявило о том, что не собирается продлевать контракт с разыгрывающим Чонси Биллапсом. В середине июля контракты с командой подписали Кэрон Батлер, ушедший из «Оклахомы», и игравший в предыдущем сезоне в «Лос-Анджелес Лейкерс» Джоди Микс. После старта сезона 2014/15 годов с 5 побед в 28 матчах «Пистонс» решили отказаться от Джоша Смита. По ходу сезона в состав также были внесены значительные изменения, среди которых выделялся приход разыгрывающего защитника Реджи Джексона из «Оклахома-Сити Тандер» в результате 3-стороннего обмена с участием «Юты» в последние часы окна переходов. Обмен оправдал себя уже в следующем сезоне, который стал лучшим в карьере Джексона. В последние две трети сезона 2014/15 команда добилась 50-процентного баланса побед и поражений (27-27) и окончила регулярный сезон с 32 победами в 82 играх — самый высокий результат с сезона 2008/9, но по-прежнему недостаточный для выхода в плей-офф.
В межсезонье 2015 года Стэн ван Ганди начал коренную перестройку состава. В преддверии нового сезона команда рассталась, среди прочих, с Кэроном Батлером, а в числе новых приобретений были Эрсан Ильясова, Маркус Моррис, Арон Бэйнс и Стив Блейк. Контракт с Реджи Джексоном был переподписан на долгий срок. На драфте под 8-м и 38-м номерами были выбраны Стэнли Джонсон, чьи возможности в обороне впечатлили ван Ганди, и Дарран Хиллиард. Несмотря на травмы многих игроков (среди которых выделялся Джексон), «Детройт» подошёл к матчу всех звёзд с балансом побед и поражений 27-27, проиграв три последних встречи перед перерывом. 8 апреля, победив «Вашингтон Уизардс», «Детройту» удалось впервые за 7 лет обеспечить себе участие в плей-офф. Там, однако, подопечные ван Ганди столкнулись с лидерами Западной конференции и будущими чемпионами — «Кливленд Кавальерс». В итоге «Пистонс» выбыли из плей-офф, проиграв команде Леброна Джеймсу и его товарищам по команде все четыре встречи.

### 2017—2021: Возвращение в Детройт
Перед сезоном 2016/17 детройтский клуб выбрал в первом раунде драфта под общим 18-м номером Генри Элленсона. Перед началом драфта ожидалось, что Элленсона выберут одним из первых, но один клуб за другим отказывался от него, и в результате он попал в «Пистонс», где, по словам ван Ганди, он был десятым в списке предпочтений. Клуб также подписал контракты со свободными агентами Бобаном Марьяновичем, Ишем Смитом и Джоном Луером. На новый сезон возлагались большие надежды, несмотря на то, что команда начинала его без Реджи Джексона, не оправившегося от тендинита колена. Однако по мере развития событий в команде сложилась нездоровая атмосфера, выразившаяся в частности в противостоянии ряда игроков во главе с Маркусом Моррисом с одной стороны и Реджи Джексоном — с другой. В целом Моррис выдвинулся на первые роли в команде, чему способствовала и его надёжная игра в защите. Первую четверть сезона команда отыграла без Джексона, но окончила её с балансом побед и поражений 11-10. После проблемной серии игр в декабре «Детройт» оправился к марту, и было похоже, что команда второй год подряд попадёт в плей-офф, однако с 14 марта «Пистонс» проиграли 8 из 9 матчей, а последние 9 игр сезона снова проводили без Джексона, в целом, как и Драммонд, ухудшившего свои статистические показатели. Если в предыдущем сезоне с Драммондом команда заняла второе место в НБА по проценту подборов под чужим кольцом, то в этом — только 12-е. Ещё одной проблемой стали дальние броски, проходившие только в одном случае из трёх — 28-й процент реализации в лиге. «Детройт» проиграл в итоге 45 встреч из 82 и в плей-офф не прошёл.
Начиная с 1978 года, когда «Пистонс» распрощались со спортивным центром «Кобо-арена», их домашняя площадка располагалась не в самом Детройте, а в его пригородах. Сначала на протяжении десяти сезонов это был «Сильвердоум» в Понтиаке, а в 1988 году команда перебралась в «Пэлас оф Оберн-Хиллс» в одноимённом городе. Летом 2017 года «Пистонс» вернулись в центр Детройта — их новой домашней ареной стал спортивно-концертный комплекс «Литтл Сизарс-арена». Этот шаг был последним в ряду переездов команд НБА в городские центры — среди клубов, опередивших «Детройт», были «Сакраменто Кингз», «Нетс» (переехавшие из Нью-Джерси в Бруклин и сменившие название) и «Вашингтон Уизардс».
В межсезонье 2017 года клуб покинули центровой Арон Бэйнс и защитник Кентавиус Колдуэлл-Поуп, ушедшие в «Бостон Селтикс» и «Лос-Анджелес Лейкерс» соответственно. Кроме того, первые, желая немного разгрузить платежную ведомость, обменяли атакующего защитника Эйвери Брэдли на Маркуса Морриса. В драфте «Детройтом» был выбран Люк Кеннард из Университета Дьюка, отличавшийся высокой точностью бросков. Кроме того, в команду вернулся ветеран Энтони Толливер. Ведомые Драммондом и Реджи Джексоном «Пистонс» достаточно убедительно выглядели в начале сезона, одержав 19 побед при 14 поражениях и, в частности, обыграв в гостях такие команды как «Голден Стэйт Уорриорз», «Оклахома-Сити Тандер» и «Бостон Селтикс». Однако после того, как Джексон получил травму щиколотки, команда начала проигрывать. В феврале ван Ганди, пытаясь спасти сезон, выменял у «Лейкерс» бывшего участника матчей всех звёзд Блэйка Гриффина. Несколько первых игр с Гриффином в составе «Детройт» действительно провёл на более высоком уровне, но в итоге этого не хватило: команда завершила регулярный сезон с 39 победами при 43 поражениях и в третий раз за четыре года под руководством ван Ганди не попала в плей-офф. Хотя контракт с тренером был подписан на пять лет, в мае 2018 года, накануне очередного драфта, ван Ганди и «Пистонс» объявили о завершении сотрудничества.
В первом раунде драфта «Детройт» не участвовал, но поскольку в этом году выбор кандидатов был особенно широким, руководство клуба обменяло два пика в будущих драфтах на второй шанс во втором раунде 2018 года. В итоге команда получила Кайри Томаса и Брюса Брауна, выбранных соответственно под 38-м и 42-м номерами. В июне в «Пистонс» пришёл новый тренер — только что удостоенный звания тренера года в НБА Дуэйн Кейси, с которым предпочли расстаться «Торонто Рэпторс». Руководство клуба, в частности, привлекла способность Кейси достигать хороших результатов в регулярном сезоне, даже если его «Рэпторс» в меньшей степени преуспевали в плей-офф: «Пистонс» прежде всего нужно было в плей-офф попасть, что в последние годы удавалось редко. Команду покинул в качестве свободного агента Энтони Толливер, было также решено отказаться от услуг Эрика Морленда, недостаточно эффективного в нападении. Вместо них в «Пистонс» вернулся Хосе Кальдерон, к которому присоединились Гленн Робинсон, пропустивший часть предыдущего сезона с «Пэйсерс» из-за травмы щиколотки, и Заза Пачулия, выигравший с «Уорриорз» два титула чемпиона НБА. Первая половина сезона сложилась для «Детройта» тяжело, кульминацией трудностей стал период в декабре и первой половине января, когда команда проиграла 15 встреч из 19. К началу февраля клуб находился в семи очках ниже 50-процентного порога, но выиграл 14 матчей из следующих 19, обеспечив себе второе участие в плей-офф за последние десять лет. Прогресс наметился в проценте попаданий с трёхочковых бросков и в более активном командном взаимодействии. Улучшились также личные показатели Реджи Джексона и Драммонда. Регулярный сезон «Пистонс» закончили на восьмом месте в Восточной конференции, в первом раунде плей-офф встретившись с лидерами лиги — «Милуоки». Это противостояние, однако, закончилось сухой победой «Бакс», выигравших все четыре встречи первого раунда; «Детройт», проигравший 14 матчей плей-офф подряд с 2008 года, побил, таким образом, антирекорд «Нью-Йорк Никс», в период с 2001 по 2012 год потерпевших 13 поражений.
Уже в следующем сезоне команда сделала шаг назад, окончив его на 13-м месте в Восточной конференции с 20 победами в 66 играх. На ранних стадиях неудачам способствовала травма Гриффина, в итоге сыгравшего за весь сезон только 18 матчей, а в феврале «Пистонс» выменяли Андре Драммонда, к этому моменту набиравшего 17,8 очка и 15,8 подбора за матч, в «Кавальерс», затем также отказавшись от услуг Реджи Джексона. С момента ухода Драммонда и до остановки регулярного сезона из-за пандемии COVID проиграв 10 встреч из 11. В сезоне 2020/21 состав, перестройка которого началась в начале 2020 года, был ещё сильнее изменён новым генеральным менеджером Троем Уивером, использовавшим сразу три пика в первом раунде драфта (Киллиан Хэйс, Айзея Стюарт и Саддик Бей). В команду также пришёл Джерами Грант, ставший её новым ведущим бомбардиром. К концу марта в составе сохранился только один игрок, выступавший за команду в прошлом сезоне, — Секу Думбуя, выбранный в первом раунде драфта 2019 года (в это же время был продлён контракт с главным тренером Кейси). Однако кардинальное изменение состава не принесло немедленных результатов: в сезоне, состоявшем из 72 матчей, «Детройт», как и в предыдущем, одержал лишь 20 побед — предпоследний результат во всей лиге, хотя в числе обыгранных соперников были лидеры обеих конференций.

## Соперничество
В истории «Пистонс» были несколько больших соперничеств. Так, в 80-е годы запомнились соперничеством «Селтикс — Пистонс». Обе команды играли в центральном дивизионе восточной конференции и пять раз за семь сезонов (1985—1991) встречались в играх плей-офф. В 1985 и 1987 годах победу одерживала команда из Бостона, а в 1988, 1989 и 1991 из Детройта. Самыми большими антагонистами были Ларри Бёрд, Кевин Макхэйл и Роберт Пэриш из Бостона и Айзея Томас, Джо Думарс и Деннис Родман из Детройта. Игры двух команд отличались большим количеством преднамеренной грубости, ссорами и ругательствами.
В конце 80-х начале 90-х годов «Пистонс» также соперничали с набирающим силы клубом из Чикаго, возглавляемым Майклом Джорданом. Команды один раз встречались в плей-офф, 1 из которых выиграли детройтцы. Команды отличались по стилю игры, так Детройт играл в силовой, оборонительный баскетбол, в то время как чикагцы в более скоростной, атакующий. В «Буллз» в то время начинала восходить звезда Майкла Джордана, который 7 сезонов подряд был лидером чемпионата по набранным очкам. В команде также были многообещающие новички Скотти Пиппен, Хорас Грант, Чарльз Окли. В некоторых играх дело доходило даже до драк.
Спустя более 20 лет, участники тех событий до сих пор не поддерживают дружеских отношений. Билл Лэймбир не разговаривает с Ларри Бёрдом, а Айзея Томас так прокомментировал своё отношения к этим командами:

Нет, это не личная неприязнь. (пауза) Мы — «Пистонс», они — «Селтикс»… Мы «Пистонс», они — «Буллз». И так будет до нашей смерти.
Оригинальный текст (англ.)No, there’s no personal dislike. (pause) … We’re Pistons, they’re Celtics …We’re Pistons, they’re Bulls. That’s ’til the day we die.

## Болельщики
Болельщики всегда хорошо поддерживали «Пистонс». Клуб является одним из лидеров чемпионата по посещаемости и по количеству полностью проданных билетов. У команды есть много фан-клубов, включая Detroit Bad Boys и Pistonscast. Для болельщиков команда выпускает ежеквартальный журнал Courtside Quarterly, в котором рассказывает о жизни команды как на площадке, так и за её пределами. Для болельщиков команда выпустила специальный «Detroit Pistons Fun Guide», в котором рассказывается о правилах поведения во время игр «Пистонс», о группах, работающих на матчах и о программах, поддерживаемых клубом. Однако, болельщики «Пистонс» отличаются плохим поведения во время игр, постоянно подвергают нападкам, как игроков приезжих команд, так и их болельщиков. Во время некоторых игр болельщики кидают монетами в «чужих» игроков или просто на площадку. Так, в 2005 году один из болельщиков был осужден на три месяца и оштрафован на 500 долларов за кидание монет в Аллена Айверсона во время игры «Детрой-Филадельфия». Были случаи сжигания канадского флага во время игр против «Торонто Рэпторс».

### Драка во время игры «Пистонс» — «Пэйсерс»
Кульминацией плохого поведения стали звонки о якобы заложенных бомбах на стадионе перед играми и спровоцированная фанатами драка. 19 ноября 2004 года во время игры «Детройт Пистонс» — «Индиана Пэйсерс», примерно за 45 секунд до конца игры, из-за фола, между игроками возникла небольшая потасовка. Однако, из-за броска болельщиком банки из-под колы в игрока «Пэйсерс», на арене вспыхнула большая драка в которой участвовали игроки и тренеры обеих команд, болельщики и охрана стадиона. Фанаты забросали игроков Индианы напитками, едой, разными вещами и стульями. В результате, 9 игроков обеих команд были отстранены от игр, против 5 игроков и 7 болельщиков были заведены уголовные дела, а НБА ввела новые правила безопасности на аренах и ограничила продажу алкоголя болельщикам во время игр.

## Домашняя арена

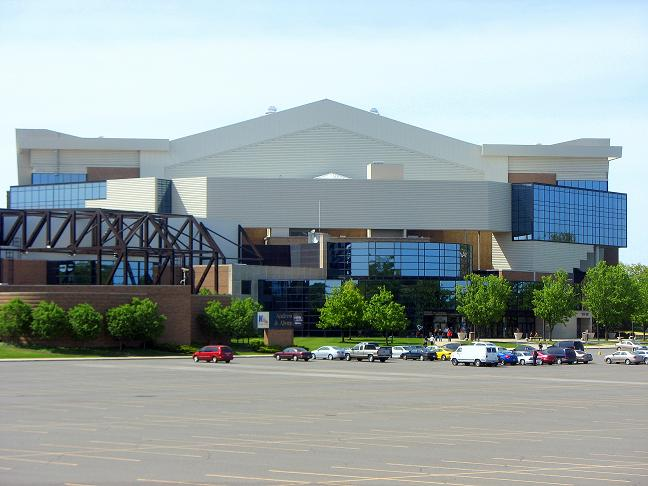
Allen County War Memorial Coliseum — стадион в Форте Уэйне

Свои первые годы «Пистонс» играли домашние игры в спортивном зале средней школы Норт Сайд (англ. «North Side High School Gym»), вместимость которой составляла около 3000 человек. В 1952 году клуб переехал в большой мультиспортивный комплекс «Allen County War Memorial Coliseum» в котором команда играла до переезда в Детройт в 1957 году. Вместимость арены составляла около 10 000 человек.
В 1957 году клуб переехал в Детройт и первые четыре года провел на арене «Олимпиа стадиум». Это было большое здание из красного кирпича, которое у детройтцев ассоциировалось с командой НХЛ «Детройт Ред Уингз», игравшей здесь с 1927 по 1979 год. «Пистонс» приходилось делить арену с «Ред Уингз» и в случаях пересечения расписаний двух клубов, приоритет отдавался хоккейной команде. «Пистонс» вместо того, чтобы играть на большой арене, вместимостью около 15 000 человек, приходилось играть на арене «Мемориал билдинг» университета Детройта. Вместимость этой арены составляла всего 9000 человек и зачастую она не заполнялась даже на половину, к тому же, многие болельщики приходили по бесплатным билетам. 21 марта 1961 года руководство клуба заключило договор с «Выставочным центром имени Кобо» на проведении у них своих домашних игр. «Пистонс» провели на этой арене, переименованной в «Кобо-арена», 17 сезонов. Преимуществом этой арены была значительно меньшая арендная плата, по сравнению с «Олимпиа стадиумом», а также то, что «Пистонс» были главными арендаторами стадиона. Последняя игра здесь состоялась 9 апреля 1978 года и запомнилась тем, что Дэвид Томпсон из «Денвер Наггетс» забил 73 очка в корзину «Пистонс».

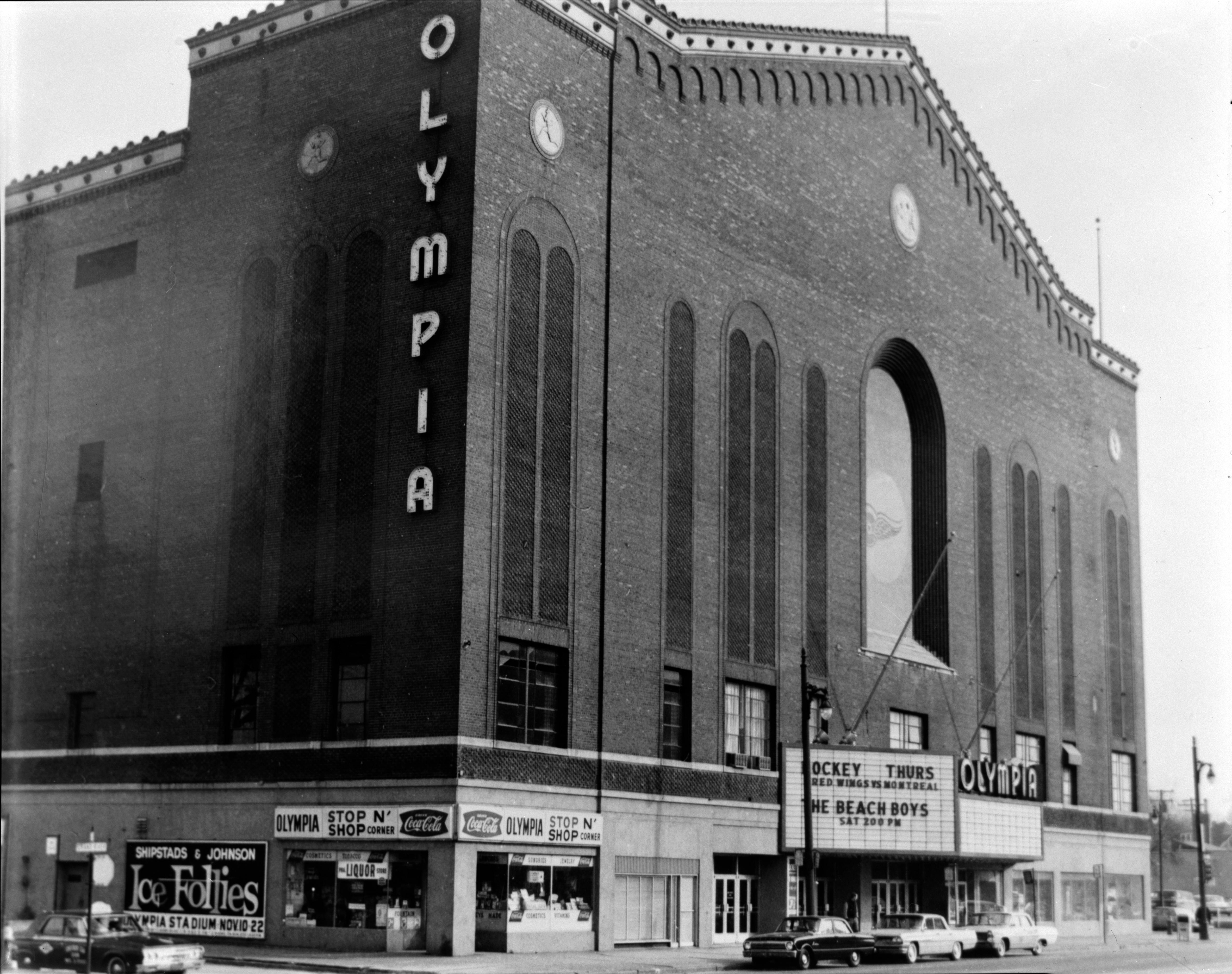
«Олимпиа стадиум» — первая домашняя арена «Пистонс» в Детройте

В 1978 году новый владелец клуба Билл Дэвидсон решил перевезти команду из Детройта в пригород Понтиак, в недавно открытый большой стадион «Понтиак Сильвердом». Причиной переезда было не только то, что новый стадион мог вмещать около 30 000 человек (посещаемость игр в «Кобо-арене» была около 7000), но и то, что рядом с «Кобо-ареной» планировалось открыть новый стадион «Ред Уингз» «Джо Луис арену» и Дэвидсон, не желая чтобы его команда была второразрядным аттракционом в Детройте, решил сделать ставку на жителей пригорода, которые, он надеялся, будут сильнее поддерживать его команду. Для игр «Пистонс» 80 000 стадион «Детройт Лайонс» переделывался в более компактную версию. Для создания интимной обстановки опускалась штора, отделяющая неиспользуемую часть стадиона. С улучшением игры «Пистонс» посещаемость также росла и в последние годы составляла более 20 000 человек. В последний сезон в «Сильвердоме» средняя посещаемость составила 26 012 человек. Больше всего человек посетило игру «Пистонс» — «Селтикс» 29 января 1988 года. Эту игру пришло посмотреть 61 983 человека. Однако, были и плохие дни для «Пистонс» в «Сильвердоме». Так, из-за несогласованности расписаний арены, детройтцам пришлось проводить пятую игру первого раунда плей-офф против «Нью-Йорк Никс» в «Джо Луис арене». Самый неприятный инцидент произошел 4 марта 1985 года, всего за 7 часов до игры с Милуоки, крыша арены обвалилась под весом снега. «Сильвердом» был закрыт более чем на шесть месяцев, а Пистонс вынуждены были играть последние 10 игр регулярного чемпионата и плей-офф (кроме одной игры, которую команда провела в «Кобо-арене») в «Джо Луис арене».

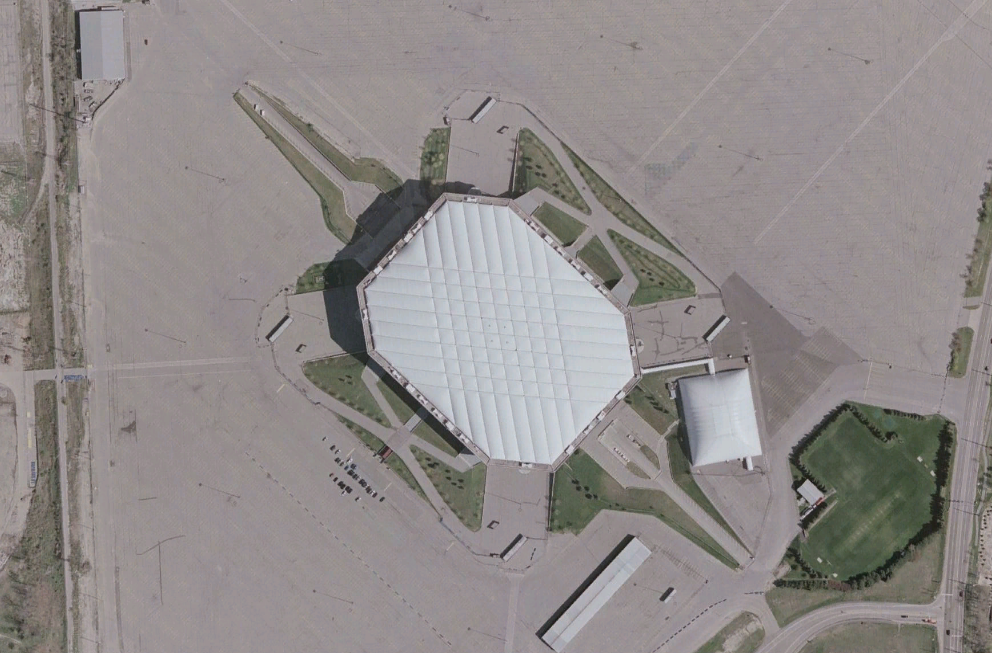
«Понтиак Сильвердом» в 80-е годы был домашней ареной «Пистонс»

В 1988 году Дэвидсон, вместе со своими партнерами Дэвидом Хермлином и Робертом Сосником, построил современный спортивный комплекс в пригороде Детройта Оберн-Хиллс и перевез туда команду. Эта арена сразу же стала одной из лучших в США, удостоившись в первый же год наград: «Новая арена года» (англ. «New Venue of the Year») от Performance и «Лучшая концертная арена» (англ. «Best New Concert Venue») от Pollstar. Всего арена 10 раз номинировалась на «Лучшую арену года» журналом Performance и в 7 случаях получала её и долгое время оставалась одной из лучших спортивных площадок в мире. Вместимость арены составляла 21 454 человек и в первые 5 лет «Пистонс» полностью распродавали все билеты на свои домашние игры, установив серию в 245 игры. С января 2004 года по 2009 год, в течение 235 игр, также продавались все билеты. Всего, за более чем 20 лет, полностью билеты были проданы больше 600 раз.
В мае 2016 года «Пистонс» начали вести переговоры о возможном переезде в «Литтл Сизарс-арену» — многофункциональный комплекс в центре Детройта, строительство которого планировалось закончить до начала сезона 2017/18 годов. 26 ноября того же года «Пистонс» официально объявили о своём переезде.

### Список домашних арен «Пистонс»
За более чем 50 лет существования, команда проводила домашние игры на 6 стадионах. Ещё на трех аренах она проводила домашние игры, когда основные были заняты:
В Форт-Уэйн, Индиана:
- Спортивный зал средней школы Норт Сайд (1948—1952)
- Allen County War Memorial Coliseum (1952—1957)

В Детройте:
- Олимпиа стадиум (1957—1961)
- Кобо-арена (1961—1978)
- Понтиак Сильвердом (1978—1988)
- Пэлас оф Оберн-Хиллс (1988—2017)
- Литтл Сизарс-арена (2017—наст. время)

- C 1957 по 1961 год «Пистонс» провели 20 игр на арене «Мемориал билдинг» университета Детройта.
- 12 марта 1960 года команда провела игру плей-офф против «Лос-Анджелес Лейкерс» на арене средней школы Гросс-Пойнт.
- С 27 апреля 1984 года команда провела 5 игр плей-офф против «Нью-Йорк Никс» в «Джо Луис арене» из-за конфликта в расписании.
- Во время сезона 1984/85, из-за обвала крыши «Сильвердома», команда провела 15 игр в «Джо Луис арене» и одну игру в «Кобо арене».

### Посещаемость домашних арен в Детройте
|                                | Посещаемость «Олимпиа стадиум» Сезон Посещаемость за год 1957/58 134 411 1958/59 119 351 1959/60 178 007 1960/01 164 230 |
| Посещаемость «Олимпиа стадиум» | |
| Сезон                          | Посещаемость за год |
| 1957/58                        | 134 411 |
| 1958/59                        | 119 351 |
| 1959/60                        | 178 007 |
| 1960/01                        | 164 230 |

| Посещаемость «Олимпиа стадиум» |                     |
| Сезон                          | Посещаемость за год |
| 1957/58                        | 134 411             |
| 1958/59                        | 119 351             |
| 1959/60                        | 178 007             |
| 1960/01                        | 164 230             |

|                           | Посещаемость «Кобо-арены» Сезон Посещаемость за год 1961/62 143 081 1962/63 144 150 1963/64 100 386 1964/65 121 239 1965/66 120 013 1966/67 193 782 1967/68 224 164 1968/69 201 433 1969/70 167 648 1970/71 283 913 1971/72 188 763 1972/73 212 094 1973/74 300 565 1974/75 307 180 1975/76 251 352 1976/77 303 792 1977/78 223 382 |
| Посещаемость «Кобо-арены» | |
| Сезон                     | Посещаемость за год |
| 1961/62                   | 143 081 |
| 1962/63                   | 144 150 |
| 1963/64                   | 100 386 |
| 1964/65                   | 121 239 |
| 1965/66                   | 120 013 |
| 1966/67                   | 193 782 |
| 1967/68                   | 224 164 |
| 1968/69                   | 201 433 |
| 1969/70                   | 167 648 |
| 1970/71                   | 283 913 |
| 1971/72                   | 188 763 |
| 1972/73                   | 212 094 |
| 1973/74                   | 300 565 |
| 1974/75                   | 307 180 |
| 1975/76                   | 251 352 |
| 1976/77                   | 303 792 |
| 1977/78                   | 223 382 |

| Посещаемость «Кобо-арены» |                     |
| Сезон                     | Посещаемость за год |
| 1961/62                   | 143 081             |
| 1962/63                   | 144 150             |
| 1963/64                   | 100 386             |
| 1964/65                   | 121 239             |
| 1965/66                   | 120 013             |
| 1966/67                   | 193 782             |
| 1967/68                   | 224 164             |
| 1968/69                   | 201 433             |
| 1969/70                   | 167 648             |
| 1970/71                   | 283 913             |
| 1971/72                   | 188 763             |
| 1972/73                   | 212 094             |
| 1973/74                   | 300 565             |
| 1974/75                   | 307 180             |
| 1975/76                   | 251 352             |
| 1976/77                   | 303 792             |
| 1977/78                   | 223 382             |

|                                   | Посещаемость «Понтиак Сильвердом» Сезон Посещаемость за год 1978/79 389 936 1979/80 333 233 1980/81 228 349 1981/82 406 317 1982/83 522 063 1983/84 652 865 1984/85 691 540 1985/86 695 239 1986/87 908 240 1987/88 1 066 505 |
| Посещаемость «Понтиак Сильвердом» | |
| Сезон                             | Посещаемость за год |
| 1978/79                           | 389 936 |
| 1979/80                           | 333 233 |
| 1980/81                           | 228 349 |
| 1981/82                           | 406 317 |
| 1982/83                           | 522 063 |
| 1983/84                           | 652 865 |
| 1984/85                           | 691 540 |
| 1985/86                           | 695 239 |
| 1986/87                           | 908 240 |
| 1987/88                           | 1 066 505 |

| Посещаемость «Понтиак Сильвердом» |                     |
| Сезон                             | Посещаемость за год |
| 1978/79                           | 389 936             |
| 1979/80                           | 333 233             |
| 1980/81                           | 228 349             |
| 1981/82                           | 406 317             |
| 1982/83                           | 522 063             |
| 1983/84                           | 652 865             |
| 1984/85                           | 691 540             |
| 1985/86                           | 695 239             |
| 1986/87                           | 908 240             |
| 1987/88                           | 1 066 505           |

|                                     | Посещаемость «Пэлас оф Оберн-Хиллс» Сезон Посещаемость за год 2000/01 607 323 2001/02 760 807 2002/03 839 278 2003/04 872 902 2004/05 905 116 2005/06 905 116 2006/07 905 116 2007/08 905 116 2008/09 896 971 2009/10 768 826 2010/11 683 080 2011/12 475 638 2012/13 606 094 2013/14 615 238 2014/15 625 917 2015/16 677 138 2016/17 655 141 |
| Посещаемость «Пэлас оф Оберн-Хиллс» | |
| Сезон                               | Посещаемость за год |
| 2000/01                             | 607 323 |
| 2001/02                             | 760 807 |
| 2002/03                             | 839 278 |
| 2003/04                             | 872 902 |
| 2004/05                             | 905 116 |
| 2005/06                             | 905 116 |
| 2006/07                             | 905 116 |
| 2007/08                             | 905 116 |
| 2008/09                             | 896 971 |
| 2009/10                             | 768 826 |
| 2010/11                             | 683 080 |
| 2011/12                             | 475 638 |
| 2012/13                             | 606 094 |
| 2013/14                             | 615 238 |
| 2014/15                             | 625 917 |
| 2015/16                             | 677 138 |
| 2016/17                             | 655 141 |

| Посещаемость «Пэлас оф Оберн-Хиллс» |                     |
| Сезон                               | Посещаемость за год |
| 2000/01                             | 607 323             |
| 2001/02                             | 760 807             |
| 2002/03                             | 839 278             |
| 2003/04                             | 872 902             |
| 2004/05                             | 905 116             |
| 2005/06                             | 905 116             |
| 2006/07                             | 905 116             |
| 2007/08                             | 905 116             |
| 2008/09                             | 896 971             |
| 2009/10                             | 768 826             |
| 2010/11                             | 683 080             |
| 2011/12                             | 475 638             |
| 2012/13                             | 606 094             |
| 2013/14                             | 615 238             |
| 2014/15                             | 625 917             |
| 2015/16                             | 677 138             |
| 2016/17                             | 655 141             |

|                                   | Посещаемость «Литтл Сизарс-арены» Сезон Посещаемость за год 2017/18 713 945 |
| Посещаемость «Литтл Сизарс-арены» |                                                                             |
| Сезон                             | Посещаемость за год                                                         |
| 2017/18                           | 713 945                                                                     |

| Посещаемость «Литтл Сизарс-арены» |                     |
| Сезон                             | Посещаемость за год |
| 2017/18                           | 713 945             |

по данным nba.com

## Символика

### Эмблема

Знаменитая эмблема времен «Плохих парней»

С 1947 по 1957 год эмблемой клубу служил мультипликационный персонаж, сделанный из автомобильных частей. В 1957 году эмблема была заменена на изображение баскетбольного мяча с надписями «DETROIT PISTONS», «basketball club», «national basketball assn.». Эмблема немного менялась 7 раз и в настоящий момент не сильно отличается от варианта 1957 года. Только во время «бирюзовой эры» (1996—2001) и в сезонах 2001—2005 эмблема была полностью изменена на изображение головы лошади в пламени с надписью «Detroit Pistons». В сезоне 2007/08 использовалась эмблема, посвященная пятидесятилетию клуба в НБА, когда на баскетбольном мяче была помещена надпись «50 seasons».

### Форма
Традиционными цветами команды являются голубой, красный и белый. За свою историю команда сменила форму около 10 раз. Домашние игры «Пистонс» играют в белых футболках и шортах с отделкой, разных цветов в разные годы. Надпись «Pistons» на футболках выполнена печатными буквами, кроме варианта формы сезонов 1963/64 — 1968/69, когда надпись была сделана под рукописный текст. Выездная форма почти всегда была синего или голубого цвета, кроме формы сезонов 1974/75 — 1977/78, когда она была красной. Самые заметные изменения в форме были сделаны в сезонах 1978/79 — 1980/81 и 1995/96 — 2000/01. В первом случае, главным тренером команды Диком Витале под надписью «Pistons» была добавлена молния. А во втором, команда полностью поменяла командные цвета на популярные в то время бирюзовый, бордовый, золотой и чёрный. На футболку была добавлена голова лошади в пламени, символизирующая «лошадиную силу» команды. Этот период стал известен как «бирюзовая эра».

### Талисман и группа поддержки

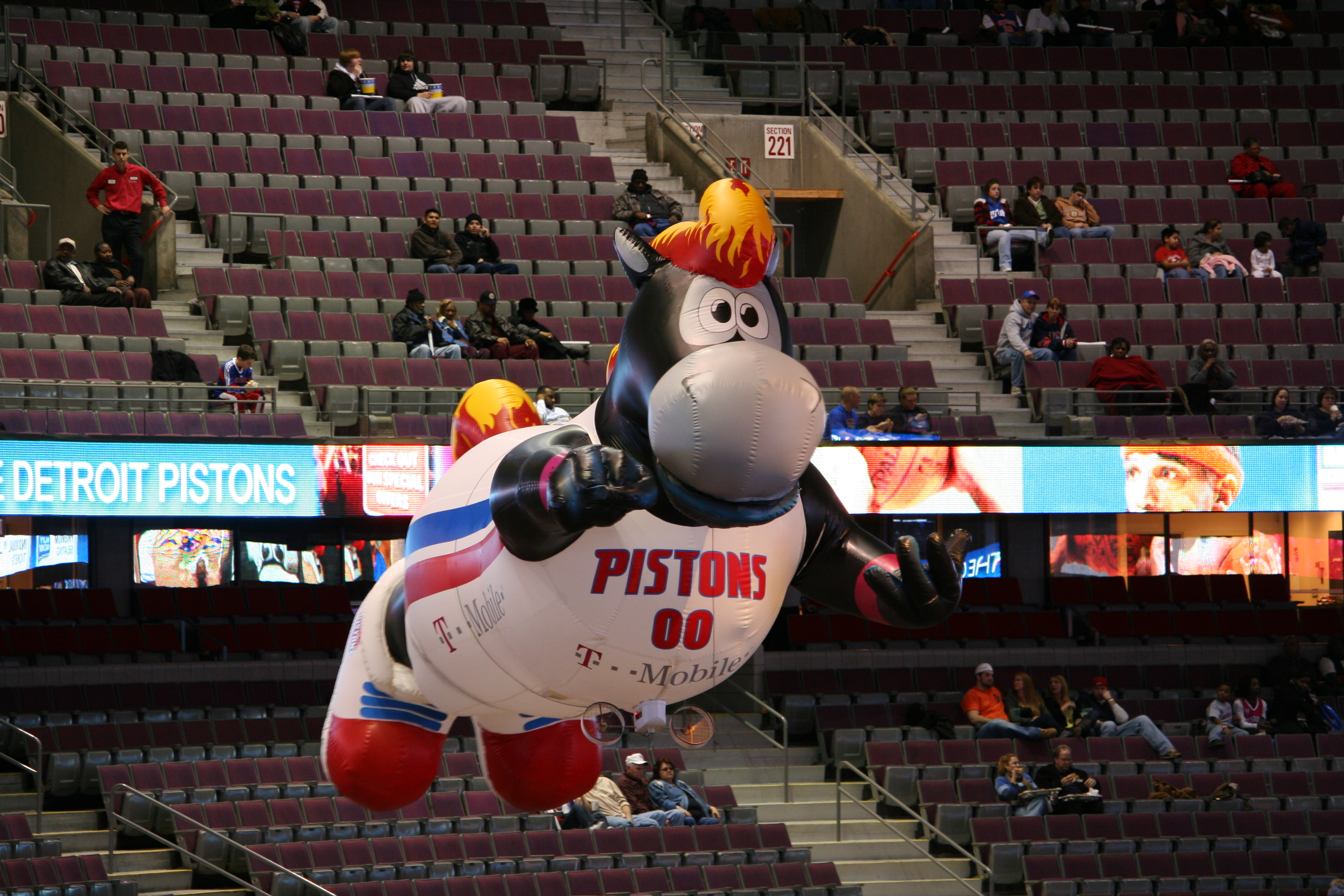
Хупер в виде воздушного шара

Лошадь Хупер (англ. Hooper) является талисманом команды с 1 ноября 1996 года, сменив в этой роли Sir Slam a Lot. Новый талисман символизирует лошадиную силу команды и в его задачи входит развлечение болельщиков на всех домашних играх «Пистонс». Выходит под номером 00. Кроме выступлений на баскетбольных играх, Хупер вместе с командой The Flight Crew устраивает выступления в школах по всему Мичигану. Группа поддержки — «Automotion Dance Team», известная как «Самая трудолюбивая» (англ. Hardest Workin) команда в НБА, развлекает болельщиков уже 14 лет. Команда выступает не только на домашних играх «Пистонс», но и на разнообразных мероприятиях Детройта и в год проводит более 300 выступлений.
Кроме талисмана и группы поддержки, на домашних играх с 1994 года в «Пэлас оф Оберн-Хиллс» болельщиков развлекает команда «Palace Patrol», которая заводит фанатов, делает зверей из воздушных шаров, разыгрывает различные постановки с талисманом. В трудные моменты она ободряет команду призывами «Пистонс, вперед!» (англ. «Let’s go Pistons»). В её состав входят бывшие черлидеры, актеры, конферансье, спортсмены и просто веселые люди. Ведущей игр в «Пэлпасе» (англ. arena hostess) является Эрин Николь, которая также берет интервью у болельщиков во время игр.

## Освещение в СМИ
Игры «Пистонс» транслируются на радио WXYT-FM 97.1 FM, а также на WWJ 950 AM. Эксклюзивными правами на телевизионные трансляции обладает канал Fox Sports Detroit.

## Спонсоры
Главными спонсорами команды являются PNC Financial, Anheuser-Busch InBev, Caesars Windsor, Coca-Cola, Metro PCS, Meijer.

## Форт-Уэйн Мэд Энтс
«Форт-Уэйн Мэд Энтс» (англ. Fort Wayne Mad Ants) — фарм-клуб «Пистонс» с 2007 года. Входит в Лигу развития НБА. Располагается в Форте Уэйне, Индиана. Кроме команды из Детройта, клуб связан также с «Индианой Пэйсерс» и «Милуоки Бакс».

## Благотворительные и общественные программы
«Пистонс» участвуют во многих благотворительных программах. Команда поддерживает программу «Читай, чтобы достичь» (англ. Read to Achieve Program), цель которой привить детям любовь к чтению. В ходе программы, команда обновила 23 центра «Учись и играй» (англ. Learn and Play). Клуб устраивает телемарафоны по сбору средств на благотворительность. Для школьников «Пистонс» устраивает летний четырёхдневный лагерь, где их обучают основам баскетбола. По окончании лагеря дети получают командную майку, сувениры и билеты на домашние игры «Пистонс». Команда также проводит в школах образовательные программы и снабжает их необходимыми предметами.

## Статистика
За свою историю, клуб 5 раз завоёвывал чемпионский титул (2 раза Национальной баскетбольной лиги в 1944 и 1945 годах и 3 раза Национальной баскетбольной ассоциации в 1989, 1990 и 2004 годах). «Пистонс» 7 раз становились чемпионами конференции (2 раза Западной и 5 раз Восточной) и 15 раз чемпионами дивизиона (4 раза в НБЛ и 11 раз в НБА). В плей-офф команда выходила 46 раз.

## Игроки
см. Игроки БК «Детройт Пистонс»

### Текущий состав
| \| Поз. \| № \| Гражд. \| Имя \| Рост \| Вес \| Откуда \| \| ---- \| -- \| -------- \| ---------------- \| ------ \| ------ \| -------------- \| \| Ф \| 00 \| ! \| Рон Холланд \| 203 см \| 93 кг \| Данканвил HS \| \| Ц \| 0 \| ! \| Джейлен Дюрен \| 208 см \| 113 кг \| Мемфис \| \| З \| 2 \| ! \| Кейд Каннингем \| 198 см \| 100 кг \| Оклахома Стэйт \| \| З \| 5 \| ! \| Малик Бизли \| 193 см \| 85 кг \| Флорида Стэйт \| \| Ф/Ц \| 7 \| ! \| Пол Рид \| 206 см \| 95 кг \| Де Поль \| \| З/Ф \| 8 \| ! \| Тим Хардуэй \| 196 см \| 93 кг \| Мичиган \| \| З/Ф \| 9 \| ! \| Осар Томпсон \| 198 см \| 93 кг \| Пайн Крест \| \| Ф \| 12 \| ! \| Тобиас Харрис \| 203 см \| 103 кг \| Теннесси \| \| Ф \| 13 \| ! \| Коул Суайдер \| 206 см \| 100 кг \| Сиракьюс \| \| З/Ф \| 14 \| ! \| Уэнделл Мур \| 196 см \| 98 кг \| Дьюк \| \| Ф \| 19 \| Италия ! \| Симоне Фонтеккьо \| 201 см \| 95 кг \| Италия \| \| З \| 23 \| ! \| Джейден Айви \| 193 см \| 88 кг \| Пердью \| \| З \| 24 \| ! \| Дэнисс Дженкинс \| 193 см \| 82 кг \| Сент-Джонс \| \| З \| 25 \| ! \| Маркус Сассер \| 188 см \| 88 кг \| Хьюстон \| \| Ф/Ц \| 28 \| ! \| Айзея Стюарт \| 203 см \| 113 кг \| Вашингтон \| \| З \| 31 \| ! \| Алондес Уильямс \| 193 см \| 95 кг \| Уэйк-Форест \| \| Ф \| 34 \| Швеция ! \| Боби Клинтман \| 206 см \| 96 кг \| Уэйк-Форест \| | Главный тренер - Джей Би Бикерстафф Ассистенты тренера - Джером Аллен - Кевин Барлесон - Джош Эстес - Джаррет Джек - Сидней Лав - Виталий Потапенко - Стив Скальци - Фред Винсон - Люк Уолтон Состав • Переходы Последнее изменение: 22 октября 2024 года |          |                  |        |        |                |
| Поз. | № | Гражд.   | Имя              | Рост   | Вес    | Откуда         |
| Ф | 00 | !        | Рон Холланд      | 203 см | 93 кг  | Данканвил HS   |
| Ц | 0 | !        | Джейлен Дюрен    | 208 см | 113 кг | Мемфис         |
| З | 2 | !        | Кейд Каннингем   | 198 см | 100 кг | Оклахома Стэйт |
| З | 5 | !        | Малик Бизли      | 193 см | 85 кг  | Флорида Стэйт  |
| Ф/Ц | 7 | !        | Пол Рид          | 206 см | 95 кг  | Де Поль        |
| З/Ф | 8 | !        | Тим Хардуэй      | 196 см | 93 кг  | Мичиган        |
| З/Ф | 9 | !        | Осар Томпсон     | 198 см | 93 кг  | Пайн Крест     |
| Ф | 12 | !        | Тобиас Харрис    | 203 см | 103 кг | Теннесси       |
| Ф | 13 | !        | Коул Суайдер     | 206 см | 100 кг | Сиракьюс       |
| З/Ф | 14 | !        | Уэнделл Мур      | 196 см | 98 кг  | Дьюк           |
| Ф | 19 | Италия ! | Симоне Фонтеккьо | 201 см | 95 кг  | Италия         |
| З | 23 | !        | Джейден Айви     | 193 см | 88 кг  | Пердью         |
| З | 24 | !        | Дэнисс Дженкинс  | 193 см | 82 кг  | Сент-Джонс     |
| З | 25 | !        | Маркус Сассер    | 188 см | 88 кг  | Хьюстон        |
| Ф/Ц | 28 | !        | Айзея Стюарт     | 203 см | 113 кг | Вашингтон      |
| З | 31 | !        | Алондес Уильямс  | 193 см | 95 кг  | Уэйк-Форест    |
| Ф | 34 | Швеция ! | Боби Клинтман    | 206 см | 96 кг  | Уэйк-Форест    |

### ЧленыЗала славы баскетбола
по данным официального сайта
- Уолт Беллами, 1993
- Дэйв Бинг, 1990

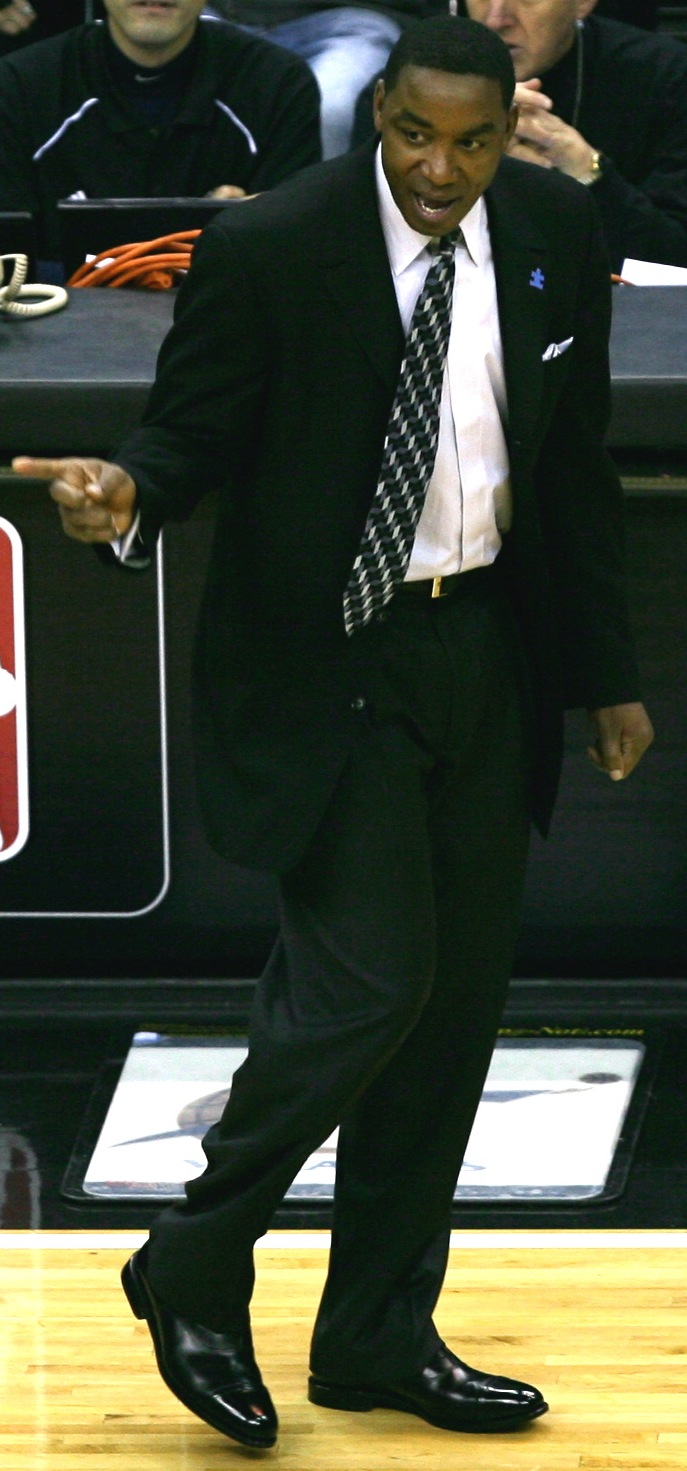
Один из самых выдающихся игроков «Пистонс» Айзея Томас

- Ларри Браун (главный тренер), 2002
- Чак Дэйли (главный тренер), 1994
- Эдриан Дэнтли, 2008
- Уильям Дэвидсон (за выдающийся вклад), 2008
- Дэйв Дебуше, 1983
- Джо Думарс, 2006
- Гарри Гэллатин, 1991
- Боб Хубрегас, 1987
- Бейли Ховелл, 1997
- Боб Ленье, 1992
- Эрл Ллойд (за выдающийся вклад), 2003
- Боб Макаду, 2000
- Бобби МакДермотт, 1988
- Айзея Томас, 2000
- Дик Витале (за выдающийся вклад), 2008*
- Джордж Ярдли, 1996
- Фред Золлнер (за выдающийся вклад), 1999

*Витале был введен в Зал славы за вклад как телеведущий
Бинг, Дэйли, Девидсон, Дебуше, Думарс, Ленье, Томас, Ярдли и Золлнер также введены в спортивный Зал славы Мичигана.

### Закрепленные номера
Все закрепленные номера вывешены под крышей «Пэласа оф Оберн-Хиллс», а также написаны на площадке, вдоль боковой линии.
| Закрепленные номера «Детройт Пистонс» |                 |                      |                      |
| N°                                    | Игрок           | Позиция              | Годы в команде       |
| 1                                     | Чонси Биллапс   | З                    | 2002-2008, 2013—2014 |
| 2                                     | Чак Дэйли       | Главный тренер 1     | 1983—1992            |
| 3                                     | Бен Уоллес      | Ц/ПФ                 | 2000-2006, 2009—2012 |
| 4                                     | Джо Думарс      | З                    | 1985—1999 2          |
| 10                                    | Деннис Родман   | Ф                    | 1986—1993            |
| 11                                    | Айзея Томас     | З                    | 1981—1994            |
| 15                                    | Винни Джонсон   | З                    | 1981—1991            |
| 16                                    | Боб Ленье       | Ц                    | 1970—1980            |
| 21                                    | Дэйв Бинг       | З                    | 1966—1975            |
| 32                                    | Ричард Хэмилтон | З/Ф                  | 2002-2011            |
| 40                                    | Билл Лэймбир    | Ц                    | 1982—1994            |
| —                                     | Уильям Дэвидсон | Владелец             | 1974—2009 3          |
| —                                     | Джек Макклоски  | Генеральный менеджер | 1979—1992 4          |

- 1 Никогда не играл в НБА; номер демонстрирует два чемпионских титула, к которым он привёл команду.
- 2 Также президент клуба с 2000 года.
- 3 Баннер вывешен в честь 35 лет, проведенных им с командой.
- 4 Баннер вывешен за его 13-летнюю работу на посту генерального менеджера команды.

## Руководство
Главные тренеры
Генеральные менеджеры
- Фред Делано (1957—1958)
- Николас Кербвей (1958—1961)
- Фрэн Смит (1961—1964)
- Дон Уотрик (1964—1966)
- Эдвин Коил (1966—1975)
- Оскар Фельдман (1975—1979)
- Джек Макклоски (1979—1994)
- Билли Маккинли (1994—1995)
- Рик Санд (1995—2000)
- Джо Думарс (2000—2014)
- Джефф Боуэр (2014—2018)

Владельцы
- Фред Золлнер (1941—1974)
- Уильям Дэвидсон (1974—2009)
- Карен Дэвидсон (2009—2011)
- Том Горс (2011—наст. время)

## Достижения

### Рекорды клуба
по данным официального сайта
| - За карьеру - Игр: Джо Думарс, 1018 - Сыграно минут: Айзея Томас, 35 516 - Попаданий с игры: Айзея Томас, 7194 - Попыток забить: Айзея Томас, 15 904 - Забито 3-х очковых: Джо Думарс, 990 - Попыток забить трехочковый: Джо Думарс, 2592 - Забито штрафных очков: Айзея Томас, 4036 - Попыток забить штрафной бросок: Айзея Томас, 5316 - Подборов в атаке: Билл Лэймбир, 2429 - Подборов в защите: Билл Лэймбир, 7001 - Всего подборов: Билл Лэймбир, 9430 - Передач: Айзея Томас, 9061 - Перехватов: Айзея Томас, 1861 - Блок-шотов: Бен Уоллес, 1381 - Потерь: Айзея Томас, 3682 - Персональных фолов: Билл Лэймбир, 3131 - Очков: Айзея Томас, 18 822 | - За одну игру - Попаданий с игры: Дэйв Бинг, 22 - Попыток забить: Боб Ленье, 41 - Забито 3-х очковых: Джо Думарс, 10 - Попыток забить трехочковый: Джо Думарс, 18 - Забито штрафных очков: Джордж Ярдли, 20 - Попыток забить штрафной бросок: Джордж Ярдли, 24 - Подборов в атаке: Деннис Родман, 18 - Подборов в защите: Деннис Родман, 22 - Всего подборов: Деннис Родман, 34 - Передач: Кевин Портер, 25 - Перехватов: Эрл Тэйтум, 9 - Блок-шотов: Эдгар Джоунс, 10 - Потерь: Джерри Стэкхаус, 11 - Очков: Джерри Стэкхаус, 57 |

### Индивидуальные награды игроков
| Самый ценный игрок финала НБА - Джо Думарс — 1989 - Айзея Томас — 1990 - Чонси Биллапс — 2004 Лучший оборонительный игрок НБА - Деннис Родман — 1990, 1991 - Бен Уоллес — 2002, 2003, 2005, 2006 Новичок года НБА - Дон Мейнеке — 1953 - Дэйв Бинг — 1967 - Грант Хилл — 1995 Лучший шестой игрок НБА - Корлисс Уильямсон — 2002 Тренер года НБА - Рэй Скотт — 1974 - Рик Карлайл — 2002 Менеджер года НБА - Джо Думарс — 2003 | Сборная всех звёзд НБА - Ларри Фауст — 1955 - Джордж Ярдли — 1958 - Джин Шу — 1960 - Дэйв Бинг — 1968, 1971 - Айзея Томас — 1985, 1986 - Грант Хилл — 1997 Вторая команда сборной всех звёзд НБА - Фред Шаус — 1950 - Ларри Фауст — 1952 - Джордж Ярдли — 1957 - Джин Шу — 1961 - Бейли Хауэлл — 1963 - Дэйв Дебуше — 1969 - Дэйв Бинг — 1974 - Айзея Томас — 1983, 1987 - Джо Думарс — 1993 - Грант Хилл — 1996, 1998, 1999, 2000 - Уоллес, Бен — 2003, 2004, 2006 - Чонси Биллапс — 2006 Третья команда сборной всех звёзд НБА - Джо Думарс — 1990, 1991 - Деннис Родман — 1992 - Уоллес, Бен — 2002, 2005 - Чонси Биллапс — 2007 - Андре Драммонд — 2016 | Первая команда сборной защиты НБА - Джо Думарс — 1989, 1990, 1992, 1993 - Деннис Родман — 1989, 1990, 1991, 1992, 1993 - Бен Уоллес — 2002, 2003, 2004, 2005, 2006 Вторая команды сборной защиты НБА - М. Л. Карр — 1979 - Джо Думарс — 1991 - Клиффорд Робинсон — 2002 - Чонси Биллапс — 2005, 2006 - Тэйшон Принс — 2005, 2006, 2007, 2008 Сборная новичков НБА - Дэйв Дебуше — 1963 - Джо Колдуэлл — 1965 - Том ван Эрсдейл — 1966 - Дэйв Бинг — 1967 - Боб Ленье — 1971 - Терри Тайлер — 1979 - Айзея Томас — 1982 - Келли Трипучка — 1982 - Джо Думарс — 1986 - Грант Хилл — 1995 - Брэндон Найт — 2012 Вторая команда сборной новичков НБА - Линдси Хантер — 1994 - Желько Ребрача — 2002 - Родни Стаки — 2008 - Юнас Йеребко — 2010 - Грег Монро — 2011 - Андре Драммонд — 2013 - Кайл Синглер — 2013 |